# Maike Kesseler

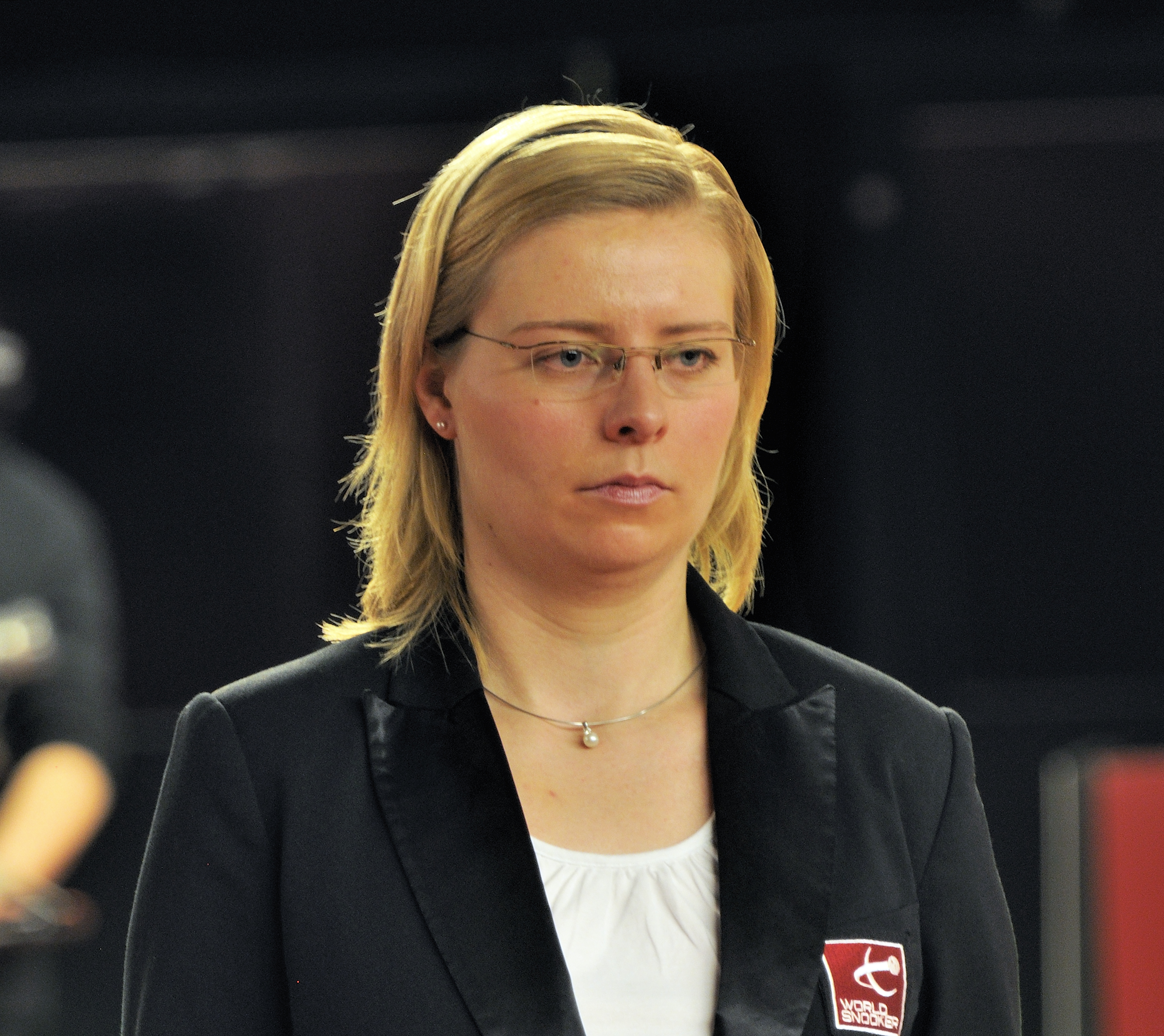
Maike Kesseler bei den German Masters 2014

Maike Kesseler (* 1982) ist eine deutsche Snookerschiedsrichterin aus Mammendorf bei München.

## Karriere
Maike Kesseler kam 2005 zum Snooker, insbesondere durch die Übertragungen bei Eurosport wurde ihr Interesse geweckt. Bereits zwei Jahre später legte sie ihre Schiedsrichterprüfung ab. Zuerst war sie in Deutschland im Amateurbereich aktiv und wurde dann 2010 beim Paul Hunter Classic eingesetzt. Das Turnier in Fürth war zuvor bereits mit Profispielern besetzt gewesen und wurde in diesem Jahr als kleines Ranglistenturnier und Bestandteil der neu eingeführten Players Tour Championship in die Profitour aufgenommen. Neben Marcel Eckardt gehörte sie zu den Schiedsrichtern, die von World Snooker entdeckt und gefördert wurden. Sie bekam das Angebot, auch bei anderen großen Profiturnieren Schiedsrichterin zu sein. 2013 wurde sie erstmals beim German Masters eingesetzt und 2016 leitete sie dort ihr erstes Weltranglistenfinale. Auch bei Turnieren in Großbritannien kam sie mehrfach zum Einsatz. 2017 schiedste sie bei der Weltmeisterschaft erstmals während der Endrunde im Crucible Theatre. Sie hat (Stand Februar 2025) zwei Maximum Breaks geleitet.
Maike Kesseler betreibt die Schiedsrichtertätigkeit als Freizeitbeschäftigung. Sie arbeitet Vollzeit als Kundenberaterin einer Bank. Ihr Lebensgefährte Jürgen Kesseler ist Snookerspieler und hat schon in der deutschen Bundesliga gespielt.

## Geleitete Finale
- Munich Open 2013
- Paul Hunter Classic 2014
- German Masters: 2016, 2018, 2025
- World Cup 2017
- World Grand Prix 2017
- European Masters: 2020, 2023
- World Mixed Doubles 2024